# Hannivske, Bilopillea
Hannivske (în ucraineană Ганнівське) este un sat în comuna Serhiivka din raionul Bilopillea, regiunea Sumî, Ucraina.

## Demografie
Componența lingvistică a localității Hannivske
     Ucraineană (87,5%)
     Rusă (12,5%)
Conform recensământului din 2001, majoritatea populației localității Hannivske era vorbitoare de ucraineană (87,5%), existând în minoritate și vorbitori de rusă (12,5%).